# Morón (Buenos Aires)
Pour les articles homonymes, voir Moron.
Morón est une ville dans la province de Buenos Aires, capitale du partido de Morón, en Argentine. Elle se situe dans la zone métropolitaine du Grand Buenos Aires, dans l'ouest de l'agglomération.
La ville, qui comptait 122 642 habitants lors du recensement de 2010, est un important pôle de l'ouest du Grand Buenos Aires, grâce à l'importance de ses infrastructures bancaires, financières, judiciaires, ou de pouvoir politique. Depuis 2014, la municipalité de Morón a ainsi choisi pour devise Corazón del Oeste (« Cœur de l'Ouest »).
Morón est le siège épiscopal du diocèse de Morón.

## Histoire
La ville constitue la plus ancienne localité du partido éponyme, ainsi que son centre de population principal. Les premiers arrivants s'installent au XVIe siècle dans des propriétés qui leur sont cédées par les autorités de Buenos Aires : le capitaine Juan Ruiz de Ocaña étant le premier d'entre eux, le village va pendant tout le XVIIe siècle être nommé Cañada de Juan Ruiz (« Vallon de Juan Ruiz »).
Au XVIIIe siècle, un regroupement d'habitations sur une dizaine d'îlots urbains s'est déjà formé autour de l'église Nuestra Señora del Buen Viaje (« Notre-Dame de la Paix et du Bon Voyage »), et de l'actuelle place centrale de Morón. C'est également à partir de cette époque que la fête de la ville est célébrée le 5 octobre, jour sous le patronage de Notre-Dame de la Paix et du Bon Voyage.
Vers 1776 est construite la première chapelle portant ce nom, autour de laquelle viennent s'installer, en 1778, les premiers habitants, donnant naissance à la ville.
À l'époque, la population est majoritairement rurale, et est disséminée dans plusieurs fermes centrées autour de la culture du blé, sur les rives des rivières Morón et Reconquista. La présence du Camino Real (« Route Royale »), qui relie le port de Buenos Aires au Pérou et au Chili est alors déterminante pour le développement de la ville, par laquelle passent les communications entre la capitale et le reste du pays.
Le partido de Morón est créé en 1785 par le pouvoir de Buenos Aires, qui nomme cette année là le premier maire.
En 1815, un premier recensement établit que la majorité des habitants de Morón sont des travailleurs agricoles. En 1859, l'arrivée du chemin de fer sécurise et améliore la vitesse du transport des denrées jusqu'à la capitale.
L'arrivée massive d'immigrants en Argentine, à partir de 1890, génère une augmentation rapide de la population, en même temps que l'urbanisation de la ville. Le début du XXe siècle marque le développement de l'industrie, et l'installation de nombreuses usines, textiles et métallurgiques notamment.